# Сульфат таллия(I)
Сульфат таллия(I) — неорганическое соединение, соль металла таллия и серной кислоты с формулой Tl2SO4, бесцветные кристаллы.

## Получение
- Взаимодействие разбавленной холодной серной кислоты на таллий, его оксид, гидроксид или карбонат:

{\displaystyle {\mathsf {2Tl+H_{2}SO_{4}\ {\xrightarrow {}}\ Tl_{2}SO_{4}+H_{2}}}}
{\displaystyle {\mathsf {Tl_{2}O+H_{2}SO_{4}\ {\xrightarrow {}}\ Tl_{2}SO_{4}+H_{2}O}}}
{\displaystyle {\mathsf {2TlOH+H_{2}SO_{4}\ {\xrightarrow {}}\ Tl_{2}SO_{4}+2H_{2}O}}}
{\displaystyle {\mathsf {Tl_{2}CO_{3}+H_{2}SO_{4}\ {\xrightarrow {}}\ Tl_{2}SO_{4}+CO_{2}\uparrow +H_{2}O}}}
- Окисление сульфида таллия:

{\displaystyle {\mathsf {Tl_{2}S+2O_{2}\ {\xrightarrow {250^{o}C}}\ Tl_{2}SO_{4}}}}

## Физические свойства
Сульфат таллия(I) образует бесцветные кристаллы ромбической сингонии, пространственная группа P mcn, параметры ячейки a = 0,7808 нм, b = 1,0665 нм, c = 0,5929 нм, Z = 4.

## Химические свойства
- С концентрированной серной кислотой образует кислые соли:

{\displaystyle {\mathsf {Tl_{2}SO_{4}+H_{2}SO_{4}\ {\xrightarrow {}}\ 2TlHSO_{4}}}}
- Вступает в обменные реакции:

{\displaystyle {\mathsf {Tl_{2}SO_{4}+2HCl\ {\xrightarrow {}}\ 2TlCl\downarrow +H_{2}SO_{4}}}}
{\displaystyle {\mathsf {Tl_{2}SO_{4}+Ba(OH)_{2}\ {\xrightarrow {}}\ 2TlOH+BaSO_{4}\downarrow }}}

## Применение
- В качестве зооцидов (в некоторых странах запрещён из-за высокой токсичности).